# 阿瓜布蘭卡 (皮奧伊州)
阿瓜布蘭卡（葡萄牙語：Água Branca）是巴西的城鎮，位於該國東北部，由皮奧伊州負責管轄，始建於1954年1月30日，面積97.04平方公里，2010年人口16,869，人口密度每平方公里173.84人。